# Chi Omega
Chi Omega (ΧΩ, nota anche come ChiO) è una sorellanza nordamericana e un membro della National Panhellenic Conference, l'organizzazione che riunisce 26 sorellanze.
Chi Omega ha 181 gruppi principali e circa 240 sottogruppi affiliati. Dalla sua fondazione, avvenuta nel 1895 presso l'Università dell'Arkansas, la sorellanza ha affiliato 355.000 membri, aggiungendo ogni anno una media di 28000 studentesse universitarie, diventando la più grande organizzazione di sorellanza per numero di membri. Il quartier generale nazionale di Chi Omega si trova a Memphis, nel Tennessee.

## Storia
Chi Omega è stata fondata il 5 aprile 1895 presso l'Università dell'Arkansas da Ina May Boles, Jean Vincenheller, Jobelle Holcombe e Alice Simonds con l'aiuto del Dr. Charles Richardson (un iniziato della fraternità Kappa Sigma). Questo gruppo fondante è chiamato lo Psi chapter. Esso si è dapprima espanso nell'autunno del 1898 con Chi chapter all'Università della Transilvania, sito in Lexington, nel Kentucky, e con l'Hellmuth Ladies' College, sito in London (Ontario). Entrambi i gruppi furono trasferiti presso altre scuole nel 1903. Per il suo 10º anniversario, nel 1905, con il supporto delle studentesse membri e del Dr. Richardson, Chi Omega aveva installato 17 capitoli, ovvero gruppi, in tutti gli Stati Uniti.
Chi Omega è entrata a far parte della National Panhellenic Conference nel 1903.
Dal 1947 al 1973, il quartier generale di Chi Omega si trovava nella casa privata di due membri a Cincinnati, Ohio. Nel 1973, Chi Omega si è trasferita al 33º piano (in seguito al 31º) della Carew Tower, l'edificio più alto di Cincinnati. Infine è stata trasferita presso l'attuale sede a Memphis, nel Tennessee, nel dicembre 1993.

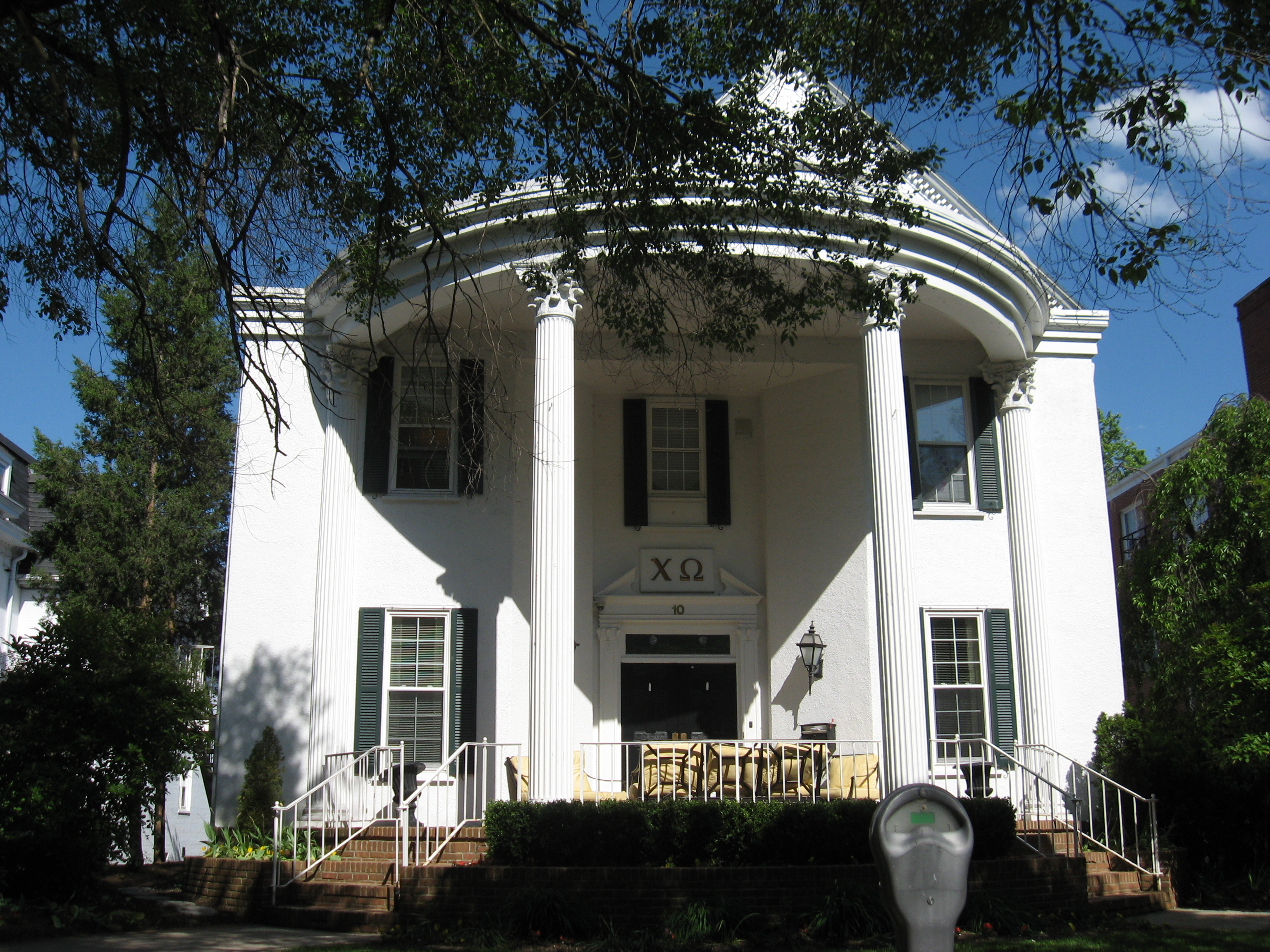
Chi Omega Sorority House alla Ohio University.

Verso la fine degli anni 1990, la direzione di Chi Omega cercò opportunità per un partenariato con una società filantropica nazionale, scegliendo la Make-A-Wish Foundation dal 2002. Fin dall'inizio di questa alleanza, Chi Omega ha raccolto più di 19 milioni di dollari e ha effettuato oltre un milione di ore di volontariato per Make-A-Wish e contribuito con più di un milione di dollari l'anno.
Nonostante sia un'organizzazione femminile, Chi Omega si riferisce a se stessa come una fraternità di donne invece che a una sorellanza. Così, Chi Omega è la maggiore organizzazione femminile al mondo con oltre 355.000 iniziate e 181 capitoli collegiati. Il 300.000º membro fu iniziato nel 2013.

## Simboli
Il garofano bianco è il fiore ufficiale, mentre il teschio con tibie incrociate è il simbolo ufficiale. I colori ufficiali sono il rosso cardinale e il giallo paglierino. Chi Omega ha due gioielli ufficiali, la perla e il diamante. Il gufo è la mascotte ufficiale quale simbolo di saggezza.
Il cimiero di Chi Omega fu adottato nel 1902. Al suo centro vi è un garofano bianco con la lettera greca Chi alla sinistra e la lettera greca Omega alla destra. Sopra questi simboli vi sono sia quelli del teschio con le ossa incrociate sia il gufo. Sotto il garofano vi sono cinque lettere greche: Rho, Beta, Upsilon, Eta e Sigma. Il simbolo è circondato da una corona di alloro.
Il Dr. Charles Richardson progettò il primo distintivo nel 1906 e lo fece completamente con pezzi martellati di oro per uso dentistico. Il distintivo è un monogramma della lettera greca "Chi" sovrimposta a "Omega." È consentito adornarlo solo con quattordici perle o diamanti, escludendo l'uso di qualsiasi altra pietra. Può essere portato solo se si indossa un abbigliamento formale, al di sopra di altre spille e sul cuore. Sia il distintivo che il cimiero possono essere usati o indossati solo dai membri accreditati.

### Scopi
Chi Omega è un'"organizzazione intergenerazionale di donne" che stabilisce i suoi propositi fondanti su: "amicizia, integrità personale, servizio al prossimo, eccellenza accademica e interessi intellettuali, coinvolgimento nella comunità e sviluppo della persona e della carriera". L'etica della fraternità è inserita in un documento noto come Chi Omega Symphony, composto nel 1904 da Ethel Switzer Howard del Capitolo Xi alla Northwestern University.

## Partecipazione

### Organizzazione eleadership
Le attività giornaliere della fratellanza sono supervisionate dal Consiglio di Governo, che consiste in cinque "alunne" elette, membri volontari, che sono eletti ogni due anni. L'attuale presidentessa di Chi Omega è Laura Miller. Ciascun capitolo di Chi Omega riceve almeno una visita annuale di un Consulente Nazionale che aiuta nello sviluppo dei membri.
Dal 1899, The Eleusis è la rivista ufficiale di Chi Omega, così denominata dal mito greco. Nel 1899, fu edita da Ida Pace Purdue e inviata a meno di cento membri. L'abbonamento costava $1/anno. Un servizio sulla fondazione, storie e immagini dei capitoli, e un elenco dei membri erano compresi nel primo numero. Nel 2013, più di 200000 copie di The Eleusis furono spedite trimestralmente a collegiate e membri "alunne".
Il Leadership Institute, intitolato a Nancy Walton Laurie, è un programma di addestramento per membri e "alunne". Le sessioni includono una varietà di argomenti basati sullo sviluppo personale, che si declinano in vari incontri ed eventi; per esempio organizza il Flagship weekend a Memphis, nel Tennessee, alla programmazione della leadership alla Chi Omega Convention. I membri hanno anche l'opportunità di sperimentare questi seminari tramite le sessioni regionali, i capitoli e anche tutte le sessioni Panelleniche nel corso dell'anno.

## Cattivi comportamenti da parte di capitoli locali o di membri
Nel 1971, il Capitolo Delta Nu al Dickinson College tentò di iscrivere come membro una donna Afro-Americana, ma l'organizzazione nazionale negò l'autorizzazione. Delta Nu, a causa di ciò, si separò dall'organizzazione nazionale e divenne una sorellanza indipendente.
Nel 2013, il capitolo della Pennsylvania State University fu chiuso dopo che la sorellanza aveva sostenuto un partito offensivo verso la cultura messicano-statunitense. La Direzione Nazionale affermò che non era conforme ai valori e agli scopi di Chi Omega.
Nel 2013 e nel 2014, donne delle sorellanze di vari capitoli all'Università dell'Alabama – comprese Chi Omega, Delta Delta Delta (ΔΔΔ), Pi Beta Phi (ΠΒΦ), Kappa Delta (ΚΔ), Alpha Gamma Delta (ΑΓΔ), Alpha Omicron Pi (ΑΟΠ) e Phi Mu (ΦΜ) – sostennero che sia membri attivi o alcuni dei loro alunni li avessero diffidati dall'offrire l'iscrizione a candidate di colore per motivi razziali. Un anonimo membro di Chi Omega scrisse al giornale The Crimson White, che il consulente della loro Università aveva escluso una ragazza di colore che aveva ricevuto ottimi voti dopo il primo esame di iscrizione. Successivamente, i membri del capitolo richiesero un'inchiesta da parte del quartier generale nazionale di Chi sull'incidente per discriminazione razziale, e un membro del Consiglio di amministrazione del capitolo lo lasciò e si dimise. Gli studenti fecero una marcia di protesta sull'integrazione, l'università tenne una seconda sessione di reclutamento nella speranza di offrire l'iscrizione a un maggior numero di donne, comprese quelle di colore.
Nel 2014, il capitolo all'Università della Florida Centrale fu sospeso dopo il sospetto di avere indotto due membri, più giovani dell'età consentita per il consumo di alcolici, bevessero alcol, che sarebbero state anche costrette a bere un'intera bottiglia di rum. Secondo il rapporto della polizia una di loro finì talmente intossicata da finire al pronto soccorso. Le membri della sorellanza direttamente coinvolte nello scherzo alle matricole dovettero successivamente dimettersi dalla sorellanza.
Nel 2014, un membro dell'Università dell'Alabama fu cacciata dalla sorellanza dopo aver prodotto, nei media sociali, disegni offensivi che comprendevano calunnie razziali, rallegrandosi che il capitolo non aveva offerto l'iscrizione ad alcuna donna di colore per quell'anno. La presidenza dell'Università e la direzione della sorellanza rilasciarono entrambe dichiarazioni che condannavano i disegni e riconoscevano l'importanza di sostenere il multiculturalismo.
Nel 2016, un membro della sorellanza all'Università del Nebraska di Omaha fu cacciata dalla sorellanza per aver pubblicato immagini di comunicazione della sorellanza nel suo profilo Tinder. Il fatto diede luogo a un servizio di Good Morning America in cui lei sosteneva di essere stata trattata male e attaccata dai membri della sorellanza.

## Fatti di cronaca
Nel 1978, il serial killer Ted Bundy entrò nella sede della sorellanza Chi Omega presso l'Università statale della Florida a Tallahassee, in Florida il 15 gennaio e attaccò quattro donne, due delle quali furono uccise (Lisa Levy e Margaret Bowman).